# Buire-au-Bois
Buire-au-Bois är en kommun i departementet Pas-de-Calais i regionen Hauts-de-France i norra Frankrike. Kommunen ligger i kantonen Auxi-le-Château som tillhör arrondissementet Arras. År 2022 hade Buire-au-Bois 238 invånare.

## Befolkningsutveckling
Antalet invånare i kommunen Buire-au-Bois
| Referens: INSEE |